# Phelsuma ornata
Phelsuma ornata är en ödleart som beskrevs av  Gray 1825. Phelsuma ornata ingår i släktet Phelsuma och familjen geckoödlor. Inga underarter finns listade i Catalogue of Life.